# Zyprischer Fußballpokal 1983/84
Der Zyprische Fußballpokal 1983/84 war die 42. Austragung des zyprischen Pokalwettbewerbs. Er wurde vom zyprischen Fußballverband ausgetragen. Das Finale fand am 9. Juni 1984 im Tsirion-Stadion von Limassol statt.
Pokalsieger wurde APOEL Nikosia. Das Team setzte sich im Finale gegen Pezoporikos Larnaka durch. APOEL qualifizierte sich durch den Sieg für den Europapokal der Pokalsieger 1984/85.
Alle Begegnungen wurden in einem Spiel ausgetragen. Bei unentschiedenem Ausgang wurde das Spiel um zweimal 15 Minuten verlängert. Stand danach kein Sieger fest, folgte ein Wiederholungsspiel auf des Gegners Platz. Endete auch dies unentschieden, gab es eine Verlängerung und gegebenenfalls ein Elfmeterschießen.

## Teilnehmer
Ethnikos Defteras aus dem Amateurbereich erhielt das Recht erstmal in der Third Division teilzunehmen. Jedoch wurde der Verein nach einer Entscheidung des zyprischen Sportschiedsgerichts aus dem Fußballverband ausgeschlossen, nachdem Doxa Paliometochou Einspruch erhoben hatte, der auf einer Verbandsverordnung beruhte, wonach Mannschaften aus Dörfern mit weniger als 1.500 Einwohnern dem Verband nicht beitreten konnten.
Während Ethnikos Defteras gegen diese Entscheidung gerichtlich vorging, wurde vorbehaltlich Ethnikos Defteras gegen Ethnikos Assia gelost. Während dieser Auslosung gab der zyprische Fußballverband bekannt, dass der Gegner von Ethnikos Defteras in die nächste Runde einziehen würde, wenn die Entscheidung des Gerichts zwei Wochen nach der Auslosung nicht bekannt gewesen wäre bzw. die anderen Mannschaften ihre Qualifikationsspiele bereits bestritten hätten. Da es sich so ereignete, brauchte Ethnikos Assia die Vorrunde nicht bestreiten und stieg erst in der 1. Runde ein.
| First Division (14) | First Division (14) | Second Division (14) | Second Division (14) | Third Division (13) | Third Division (13) |
| --- | --- | --- | --- | --- | --- |
| - AEL Limassol - Alki Larnaka - Anorthosis Famagusta - APOEL Nikosia - Apollon Limassol - Aris Limassol - Enosis Neon Paralimni | - Ermis Aradippou - Ethnikos Achnas - EPA Larnaka - Nea Salamis Famagusta - Omonia Aradippou - Omonia Nikosia - Pezoporikos Larnaka | - AEM Morphou - Anagennisi Deryneia - Apollon Lympion - APOP Paphos - Evagoras Paphos - Chalkanoras Idaliou - Digenis Akritas Ypsona | - Doxa Katokopia - Enosis Neon THOI Lakatamia - Kentro Neotitas Maroniton - Keravnos Strovolou - Olympiakos Nikosia - Orfeas Nikosia - PAEEK Kyrenia | - Adonis Idaliou - Akritas Chlorakas - AEK Kythreas - APEP Pitsilia - ASIL Lysi - ASO Ormideia - Digenis Akritas Morphou | - Elpida Xylofagou - Ethnikos Assia - Ethnikos Defteras - Iraklis Gerolakkou - Neos Aionas Trikomou - Orfeas Athienou - Othellos Athienou |

## Vorrunde
In dieser Runde traten 12 Teams der Third Division und 6 Teams der Second Division an.
|                            | Ergebnis |                         |
| -------------------------- | -------- | ----------------------- |
| AEM Morphou                | 2:0      | APEP Pitsilia           |
| ASO Ormideia               | 1:0      | Iraklis Gerolakkou      |
| Anagennisi Deryneia        | 2:0      | Orfeas Athienou         |
| Kentro Neotitas Maroniton  | 0:4      | Digenis Akritas Morphou |
| Doxa Katokopia             | 1:2      | Elpida Xylofagou        |
| Enosis Neon THOI Lakatamia | 2:1      | ASIL Lysi               |
| Othellos Athienou          | 4:2      | Akritas Chlorakas       |
| Neos Aionas Trikomou       | 2:0      | AEK Kythreas            |
| Chalkanoras Idaliou        | 1:0      | Adonis Idaliou          |

## 1. Runde
Alle 14 Vereine der First Division und 8 weitere Vereine der Second Division, sowie Ethnikos Assia aus der Third Division stiegen in dieser Runde ein.
|                            | Ergebnis  |                         |
| -------------------------- | --------- | ----------------------- |
| Anorthosis Famagusta       | 0:0 n. V. | Alki Larnaka            |
| Apollon Limassol           | 3:1       | Olympiakos Nikosia      |
| Neos Aionas Trikomou       | 2:3 n. V. | Keravnos Strovolou      |
| Omonia Aradippou           | 0:2       | Omonia Nikosia          |
| ASO Ormideia               | 0:2       | Evagoras Paphos         |
| Ethnikos Assia             | 1:2       | PAEEK Kyrenia           |
| Anagennisi Deryneia        | 2:4       | Ermis Aradippou         |
| EPA Larnaka                | 1:1 n. V. | Enosis Neon Paralimni   |
| Enosis Neon THOI Lakatamia | 2:0       | AEM Morphou             |
| Apollon Lympion            | 3:0       | APOP Paphos             |
| Othellos Athienou          | 5:3       | Digenis Akritas Morphou |
| Orfeas Nikosia             | 2:1       | Ethnikos Achnas         |
| Pezoporikos Larnaka        | 2:0       | Elpida Xylofagou        |
| Nea Salamis Famagusta      | 2:3       | APOEL Nikosia           |
| Digenis Akritas Ypsona     | 0:7       | AEL Limassol            |
| Chalkanoras Idaliou        | 0:3       | Aris Limassol           |

### Wiederholungsspiele
|                       | Ergebnis  |                      |
| --------------------- | --------- | -------------------- |
| Alki Larnaka          | 3:2 n. V. | Anorthosis Famagusta |
| Enosis Neon Paralimni | 3:1       | EPA Larnaka          |

## 2. Runde
|                       | Ergebnis  |                            |
| --------------------- | --------- | -------------------------- |
| Alki Larnaka          | 0:2       | Omonia Nikosia             |
| APOEL Nikosia         | 1:1 n. V. | AEL Limassol               |
| Ermis Aradippou       | 5:2       | Othellos Athienou          |
| Evagoras Paphos       | 2:1       | Apollon Lympion            |
| Keravnos Strovolou    | 0:6       | Aris Limassol              |
| PAEEK Kyrenia         | 0:3       | Orfeas Nikosia             |
| Enosis Neon Paralimni | 2:0       | Enosis Neon THOI Lakatamia |
| Pezoporikos Larnaka   | 1:0       | Apollon Limassol           |

### Wiederholungsspiel
|              | Ergebnis |               |
| ------------ | -------- | ------------- |
| AEL Limassol | 0:2      | APOEL Nikosia |

## Viertelfinale
|                     | Ergebnis |                       |
| ------------------- | -------- | --------------------- |
| APOEL Nikosia       | 1:0      | Enosis Neon Paralimni |
| Omonia Nikosia      | 1:2      | Aris Limassol         |
| Orfeas Nikosia      | 1:0      | Evagoras Paphos       |
| Pezoporikos Larnaka | 2:0      | Ermis Aradippou       |

## Halbfinale
|               | Ergebnis  |                     |
| ------------- | --------- | ------------------- |
| APOEL Nikosia | 3:0       | Orfeas Nikosia      |
| Aris Limassol | 0:0 n. V. | Pezoporikos Larnaka |

### Wiederholungsspiel
|                     | Ergebnis |               |
| ------------------- | -------- | ------------- |
| Pezoporikos Larnaka | 3:0      | Aris Limassol |

## Finale
| Paarung  | APOEL Nikosia – Pezoporikos Larnaka                                                                       |
| Ergebnis | 3:1 n. V. (1:1, 0:0)                                                                                      |
| Datum    | 9. Juni 1984                                                                                              |
| Stadion  | Tsirion-Stadion, Limassol                                                                                 |
| Tore     | 1:0 Ian Moores (80.) 1:1 Sylvester Vernon (90.) 2:1 Nicos Pantziaras (98.) 3:1 Panagiotis Maragkos (110.) |